# 北仓站 (中国铁路)
北仓站是一个京沪铁路上的铁路车站，位于中华人民共和国天津市北辰区北仓镇北仓村，建于1907年，目前为三等站，目前仅办理货运业务：仅办理专用线、专用铁道整车货物发到。